# Космический отель

Изображение Коммерческой космической станции на орбите

Космический отель — орбитальная станция, предназначенная для проживания космических туристов и обслуживающего персонала индустрии космического туризма.
Разработки проектов космических отелей ведутся в частных компаниях, американской Бигелоу Аэроспейс (Bigelow Aerospace) и российской Orbital Technologies («Орбитальные технологии»). Запуски готовых проектов планировались в 2015—2016 годах. Но в связи с финансовой проблемой проект закрыли.

## Необитаемые прототипы
- Genesis — необитаемая надувная станция, принадлежит компании Bigelow Aerospace
  - Genesis I (с 2006)
  - Genesis II (с 2007)